# Tatra T3RF
Tatra T3RF је модел чешког трамваја од ЧКД Татре. Трамваји тог типа су израђивани за Русију, 2 трамваја од 8 израђених су у Брну. Трамвај Т3RF је одвојен од трамваја Т3R произведеног на половини 1990. година.

## Историја
По продаји 10 трамваја Т3R на почетку 1997. године, затражена су слична возила у Ижевск, који је један од многих купаца трамваја Tatra T3, а на то се одазове и Самара. Трамваји Таtra T3RF су дизајном слични типу Т3R.

## Конструкција
Трамвај T3RF је четвероосовински једносмерни трамвај. Каросерија је обложена равним лимом и има чела дизајнера Патрик Котас са панорамским стаклом од ламината. Под трамваја висок је 900 мм. Кожне столице су у трамвају размештене системом 1+1 (Ижевски имају 1 + 2), у задњем делу трамваја се налази простор за колица. За разлику од трамваја Tatra T3R, T3RF нема гумбове за отварање врата, под је покривен гумом, прозори су оригинални. Кабина возача је затворена, трамвајем се управља савременим контролером.
Трамваји T3RF су опремљени моторима ТЕ 022, а сваки мотор покреће једну осовину. Електрична опрема је ТV14 са IGBT транзисторима, конвертори су од компаније Алстом, електрична енергија је узимана пантографом КЕ 13.
По реконструкцији трамваја за Брно, у радионици превозника Моста и Литвинова, дошло до измена. Мотор ТЕ 022 је уклоњен и стављен нови ТЕ 023, стављена нова постоља од компаније SKD, пантографи су остали оригинални, допуњене су спојнице и њихове главе. Ентеријер није мењан, али трамвај је добио дисплеј BUSE и дугмићима за отварање врата путницима. Даљње измене су израђене у возачкој кабини и другим деловима трамваја.

## Продаја трамваја
Од 1997. до 1999. године је произведено 8 трамваја T3RF.
| Држава | Град   | Тип  | Година продаје | Количина трамваја | Гаражни бројеви | Измене                                          | Референце |
| ------ | ------ | ---- | -------------- | ----------------- | --------------- | ----------------------------------------------- | --------- |
| Чешка  | Брно   | T3RF | 2002.          | 2                 | 1669, 1670      | 2 трамваја за испоруку у Самару                 | [ 5 ]     |
| Русија | Ижевск | T3RF | 1997.          | 4                 | 1000-1003       |                                                 | [ 6 ]     |
| Русија | Самара | T3RF | 1999.          | 2                 | 1205, 1206      | Додатна 2 трамваја неиспоручена, послана у Брно | [ 7 ]     |

## Кориштење трамваја

### Чешка

#### Брно
По наруџби је израђено 4 трамваја Т3RF за Самару. Пошто је јавни превозник Самаре платио 50% од укупне цене, па су продана 2 трамваја. Остала два су остала у ЧКД-у до продаје компаније 2002. године. Тада је трамваје купио град Брно. Због прилагођавања да би трамваји могли возити, у Мосту је направљена реконструкција са стављањем детаља који имају трамваји у Брну. Трамваји су обнављани од јуна до септембра 2002, а послани су у Брно на октобар исте године.
По пробним вожњама су трамваји означени бројевима 1669 и 1670. У редовни саобраћај долазе 30. новембра 2002. године. Трамваји T3RF возе у композицији 1669+1670. Трамваји T3RF не могу возити са трамвајима Tatra T3R.

### Русија
Прва четири трамваја T3RF су израђена за Ижевск и означени су гаражним бројевима од 1000 до 1003. Већина трамваја T3RF вози само.
Два трамваја (од четири израђена) је купила Самара 1999. године, а добили су гаражне бројеве 1205 и 1206. Трамваји су од 14. априла 1999. године возили у пару 1205+1206, 2003. године је ред возила измењен, а 2010. године су се вратили на оригинално стање. Од 2011. године оба трамваја возе сами.
Један од два трамваја, који возе у Брну, 1999. године је послан у Москву на 100. годишњицу трамвајског саобраћаја. Као узор, на тај тип је требало да буду уређени сви трамваји Таtra Т3. То није остварено због лошег контакта са ЧКД-ом, а трамвај је остављен и испробаван у ремизи. Затим је враћен произвођачу.